# Diritto di pubblico accesso
Il diritto di pubblico accesso (in finlandese jokamiehenoikeus, in svedese allemansrätten, letteralmente "diritto di ogni persona") è un istituto giuridico del diritto finlandese, presente nell'ordinamento del Paese da tempo immemorabile. Tale diritto concede la facoltà ad ogni persona di godere della natura e di trarne vantaggio entro certi limiti

## Esercizio del diritto
È facoltà di ogni persona effettuare, ad esempio, traversate del territorio a piedi, campeggiare per un periodo limitato in qualsiasi terreno boschivo e raccogliere frutti selvatici.

### Limitazioni
Non si possono disturbare gli altri e non si può danneggiare la proprietà altrui, non si può disturbare l'avifauna nel periodo della cova (né i nidi, né i piccoli), non si possono disturbare le renne, né la selvaggina. Non si possono tagliare o danneggiare alberi vivi, non si può raccogliere legna, muschio o lichene nelle proprietà altrui, in Finlandia non si possono accendere fuochi senza il permesso del proprietario (tranne in caso di emergenza). Non si può disturbare la privacy delle abitazioni accampandosi troppo vicino al loro o facendo troppo rumore, non si possono gettare rifiuti né guidare veicoli a motore fuori strada senza il permesso del proprietario della terra, né si può pescare o cacciare senza le necessarie autorizzazioni.
Nella provincia delle isole Åland il diritto di accamparsi non è riconosciuto Vi sono limiti all'uso di motoslitte e limitazioni al campeggio libero nei parchi nazionali
Per la pesca, è libera quella effettuata senza mulinello. Altrimenti è richiesta un'autorizzazione amministrativa.